# Iván (keresztnév)
Az Iván férfinév a János név szláv (horvát) formájából illetve a régi magyar Jovános, Ivános változatából származik.  Női párja Ivána. 
Az Iván név szerb megfelelője a Jovan, női párja a Jována

## Gyakorisága
Az Iván a korábbi évszázadokban gyakori név volt, amire bizonyíték, hogy több földrajzi névben és családnévben szerepel. 
Az 1990-es években igen ritka név, a 2000-es években nem szerepelt a 100 leggyakoribb férfinév között Magyarországon.

## Névnapok
- június 24.[2]

A hagyomány szerint, akinek a gyereke meghalt Szent Iván nap előtt, az nem ehetett idei almát vagy más gyümölcsöt, hanem kiosztotta a Szent Iván-napi tűz körül álló gyerekeknek.

## Híres Ivánok
- Almár Iván, csillagász
- Aba Iván író, újságíró
- Bagi Iván parodista
- Béky-Halász Iván költő, műfordító, szerkesztő, bibliográfus, szobrász
- Bächer Iván író, újságíró
- Bélyácz Iván közgazdász, akadémikus
- Böszörményi-Nagy Iván pszichiáter
- Ivan Bohun kozák vezér
- Ivan Grigorjevics Csernisov orosz birodalmi tábornagy és tengernagy
- Darvas Iván színművész († 2007)
- Fenyő Iván színész
- Fenyő Iván művészettörténész
- Fischer Iván karmester
- Fónagy Iván nyelvész, az MTA tagja
- Ivan Gašparovič szlovák államfő
- Hindy Iván katonatiszt a II. világháborúban, Budapest védőinek parancsnoka 1944-45-ben
- Horváth Iván irodalomtörténész, egyetemi tanár
- Hollósvölgyi Iván költő
- Kamarás Iván színész
- Ivan Karaulov síugró
- Ivan Lendl teniszező
- Ivan Ljubičić teniszező
- Madarász Iván zeneszerző
- Mándy Iván író
- Markó Iván táncművész, koreográfus
- Orosz Iván író, költő
- Ivan Meštrović szobrász, építész
- Ivan Milev bolgár festő
- Ivan Fjodorovics Paszkevics tábornagy
- Pető Iván politikus
- Szabó Iván fényképész
- Szabó Iván mérnök-közgazdász, politikus
- Szelényi Iván szociológus, az MTA tagja
- Szenes Iván dalszövegíró
- Ivan Alekszandrovics Szerov állambiztonsági tiszt
- Várkonyi Iván újságíró
- Vitányi Iván szociológus, politikus
- Iván Zamorano chilei labdarúgó
- Alexy Iván Zoltán Informatikus
- Héjjas Iván magyar katonatiszt, országgyűlési képviselő

### Uralkodók
- I. (Kalita) Iván orosz nagyfejedelem
- II. (Szelíd) Iván orosz nagyfejedelem
- III. (Nagy) Iván orosz nagyfejedelem
- IV. (Rettegett) Iván orosz cár
- V. Iván orosz cár
- VI. Iván orosz cár

## Egyéb Ivánok

### Vezetéknévként
Az Iván 14-17. századi beceneveiből családnévként fennmaradt néhány: Iváns, Ivanis, Ivánka, Ivankó, Ivános, Iványos, Ivó, Ivocs. Családnévként apaalakban is szerepel: Iván-Iványos, valamint összetételként Ivánfi alakban.

### Földrajzi névként
- Iván , Nagyiván, Borsodivánka, Sajóivánka, Drávaiványi, Jászivány, Iváncsa, Váncsod.

Az ómagyarban Keresztelő Szent Jánost Szent Ivánnak hívták, ebben az alakban maradt fent a név, mint településnév:
- Szentiván – Bakonyszentiván, Cserhátszentiván, Győrszentiván, Pilisszentiván, Zalaszentiván, Alsószentiván, Újszentiván stb.

### Az irodalomban
- Berend Iván a hőse Jókai Mór Fekete gyémántok című regényének.

### Biológia
- szentivánfű a vízi kányafű (Rorippa amphibia) neve az Ormánságban[3]
- szentivánpipitér a kamilla neve a Balaton környékén[3]
- Szent Iván szőlőcskéje a ribiszke neve, de hívják borfügének vagy kutyacseresznyének is.[3]

### Mondás
- Olyan hosszú, mint a Szent Iván éneke,[3]  vagy
- Hosszú, mint az iványi ének,[3]  mondják arra a dologra, ami nagyon hosszú.

### Egyéb
Régen a június hónapot Szent Iván havának nevezték.